# Azotat de plumb
Azotatul de plumb este o sare a plumbului cu acidul azotic cu formula chimică Pb(NO3)2. De obicei, apare sub formă de cristale incolore sau de pudră de culoare albă și, spre deosebire de multe alte săruri ale plumbului cu valență II, azotatul de plumb este solubil în apă.
Cunoscut încă din Evul Mediu sub numele de plumb dulcis, producția de azotat de plumb directă din plumb metalic sau oxid de plumb și acid azotic a fost făcută la scară mică, pentru a se produce alți compuși ai plumbului. În secolul al IX-lea, azotatul de plumb a început să fie produs comercial în Europa și în Statele Unite ale Americii. Din punct de vedere istoric, principala utilizare a sa a fost ca materie primă în producția pigmenților sau vopselelor de plumb, dar astfel de vopsele au fost înlocuite de unele mai puțin toxice bazate pe dioxidul de titan. Alte utilizări industriale includ stabilizarea căldurii în nailon și poliesteri, fiind folosit ca înveliș peste hârtia fototermografică. Încă din preajma anului 2000, azotatul de plumb a început să fie folosit în cianurarea aurului.
Azotatul de plumb este un agent oxidant, foarte toxic și este categorisit ca fiind probabil cancerigen pentru oameni de către Centrul Internațional de Cercetare a Cancerului. Prin urmare, compusul trebuie mânuit și păstrat în recipiente sigure pentru a preveni inhalarea, ingerarea și contactul cu pielea. Datorită naturii sale periculoase, aplicațiile limitate ale azotatului de plumb sunt sub control constant.

## Istorie
Încă din Evul Mediu, azotatul de plumb a fost produs ca materie primă pentru producerea pigmenților colorați din plumb ca: galbenul de crom (cromat de plumb), portocaliul de crom (hidroxid cromat de plumb) și alți compuși anorganici similari. Acești pigmenți au fost folosiți pentru vopsire și pentru colorare stambei și a altor textile.
În 1597, alchimistul german Andreas Libavius a descris pentru prima dată compusul, dându-i numele medievale de plumb dulcis și calx plumb dulcis, care fac referire la gustul dulce al acestuia, însemnând "plumb dulce". Deși necunoscut original în următoarele secole, prima calcinarea a azotatului de plumb a fost pledată cu descoperirea altor utilizări ale sale în chibrituri și în materiale explozive ca azotura de plumb.
Procedeul de producție a fost și încă este una simplă din punct de vedere chimic și reprezintă dizolvarea efectivă a plumbului metalic în "aqua fortis" (acid azotic), iar apoi recoltarea precipitatului depus. Totuși, producția a fost făcută la scară mică pentru multe secole, iar producerea comercială a azotatului de plumb ca materie primă în fabricarea altor compuși de plumb nu a mai avut loc până în 1835. În 1974, consumul de compuși de plumb al Statelor Unite, excluzând pigmenții și aditivii din benzină, era de 642 tone.

## Structură

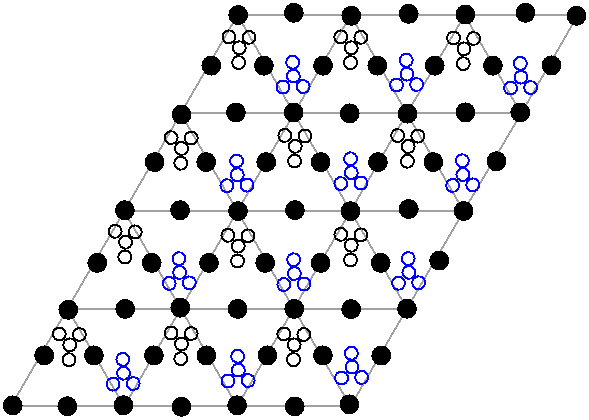
Structura cristalină plană

Structura cristalină a azotatului de plumb solid a fost determinată prin difracție de neutroni. Compusul cristalizează în sistemul cubic, iar atomii de plumb cristalizează într-un sistem cubic cu fețe centrate. Grupul său de spațiu este Pa3Z=4 (notația rețelei Bravais), cu fiecare laterală a cubului cu lungimea de 784 picometri.
Punctele negre reprezintă atomii de plumb, cele albe reprezintă grupările de azotat care se află la 27 picometri mai sus decât planul în care se află atomii de plumb, iar cele albastre reprezintă grupările de azotat care se află la aceeași distanță sub planul atomilor de plumb. În această configurație, fiecare atom de plumb este legat de douăsprezece atomi de oxigen (lungimea legăturii fiind de 281 pm). Toate lungimile legăturilor de azot-oxigen sunt identice, de 127 picometri. Interesul în cercetarea structurii cristaline a azotatului de plumb a fost parțial bazat pe posibilitatea unei rotații interne libere a grupelor de azotat în interiorul rețelei la temperaturi ridicate, dar această idee nu s-a materializat.

## Preparare și producție
Azotatul de plumb nu se găsește în natură. Compus poate fi obținut prin dizolvarea plumbului metalic într-o soluție de acid azotic:
3 Pb (s) + 8 H+ (aq) + 2 NO-
3 (aq) → 3 Pb2+ (aq) + 2 NO (g) + 4 H2O (l)
Mai comun, azotatul de plumb este obținut prin dizolvarea oxidului de plumb, care este mai disponibil din urma procesării galenei, în acid azotic:
PbO (s) + 2 H+ (aq) → Pb2+ (aq) + H2O (l)
În fiecare caz, din moment de solventul este acidul azotic concentrat (în care azotatul de plumb are o solubilitate foarte mică) iar soluția rezultată conține ioni de azotat, cristalele anhidre de azotat de plumb se formează spontan ca rezultat al efectului ionilor comuni:
Pb2+ (aq) + 2 NO-
3 (aq) → Pb(NO3)2 (s)
Cel mai disponibil azotat de plumb de pe piață este disponibil sub formă comercială și ca material de laborator. Furnizarea sa se face în saci de 25 kilograme și chiar și în containere de 1000 de kilograme, dar și în recipiente de laborator, de către producătorii de substanțe chimice și de către producătorii de plumb și de compuși ai săi. Nu a fost raportată nicio producție la scară largă.
În urma tratamentului cu acid azotic a deșeurilor ce conțin plumb sau în urma procesării deșeurilor de plumb și bismut din rafinăriile cu plumb, se formează ca produs secundar soluții impure de azotat de plumb. Aceste soluții sunt folosite în procedeul de cianurare al aurului.

## Reacții
Separat de acetatul de plumb, azotatul de plumb este singurul compus de plumb comun solubil în apă. Acesta se dizolvă rapid în apă pentru a da o soluție clară și incoloră. Ca un compus ionic, disoluția azotatului de plumb implică disociația sa în ionii componenți:
Pb(NO3)2 (s) → Pb2+ (aq) + 2 NO-
3 (aq)
Azotatul de plumb formează o soluție ușor acidă, cu un pH de 3,0 spre 4,0 într-o soluție de concentrație 20%
Când o soluție concentrată de hidroxid de sodiu este adăugată unei soluții de azotat de sodiu se formează azotați bazici, chiar și când este trecut punctul de echivalență. Până la jumătate din punctul de echivalență, predomină cristalohidratul Pb(NO3)2·Pb(OH)2, apoi după acest punct este format Pb(NO3)2·5Pb(OH)2. Pb(OH)2 nu se mai formează până la cel puțin un pH de 12.
Azotatul de plumb reacționează și cu unele metale, cum ar fi zincul, pentru a produce azotatul acelui metal și pentru a se depune ca Plumb metalic pe metalul respectiv sub formă de strat buretos și cenușie:
Pb(NO3)2 + Zn = Zn(NO3)2 + Pb

### Oxidare și decrepitare
Azotatul de plumb este un agent oxidant. Depinzând de tipul reacției, acest fapt se poate datora ionilor Pb2+(aq), care are un potențial de reducere standard (E0) de −0.125 V, sau ionilor de azotat, care sub condiții acide are un E0 de +0.956 V. Azotatul ar funcționa la temperaturi mari în condiții acide, în timp de azotatul de plumb funcționează cel mai bine în soluții apoase neutre.
Când este încălzit, azotatul de plumb se descompune în oxid de plumb, oxigen și dioxid de azot, acompaniat de trosnituri și pocnituri. Acest fenomen este cunoscut sub numele de decrepitare;
2 Pb(NO3)2 (s) → 2 PbO (s) + 4 NO2 (g) + O2 (g)
Datorită acestei proprietăți, azotatul de plumb este folosit, câteodată, în pirotehnie, de exemplu ca artificii.

## Siguranță
Articol principal: Saturnism
Azotatul de plumb este foarte toxic, iar ingerarea poate cauza otrăvirea cu plumb, acest fapt fiind valabil pentru toate sărurile de plumb. Toți compușii anorganici ai plumbului sunt clasificați de către Centrul Internațional de Cercetare a Cancerului (IARC) ca probabil cancerigeni pentru oameni. (Categoria 2A). Acestea au provocat cancer renal și glicoma la animale și cancer renal, cancer la creier și cancer la plămâni la oameni, deși cei studiați au fost expuși concomitent și arsenului. Plumbul este cunoscut pentru faptul că substituie zincul într-un număr de enzime, printre care se numără δ-acid aminolevulinic dehidrataza și în pirimidina-5′-nucleotidază, importantă pentru metabolismul corect al ADN-ului și de aceea poate cauza daune fatale.
Conform GHS, azotatul de plumb are următoarele hazarduri:
- H272: Poate agrava un incendiu și este oxidant.
- H360Df: Poate dăuna fătului. Susceptibil de a dăuna fertilității.
- H332: Nociv în caz de inhalare.
- H302: Nociv în caz de înghițire.
- H318: Provoacă leziuni oculare grave.
- H373: Poate provoca leziuni ale organelor în caz de expunere prelungită sau repetată.

H410: Foarte toxic pentru mediul acvatic cu efecte pe termen lung.